# 莱斯特·皮尔逊
莱斯特·鲍尔斯·「迈克」·皮尔逊，PC，OM，CC，OBE（Lester Bowles "Mike" Pearson，1897年4月23日—1972年12月27日），1963年至1968年擔任第14任加拿大總理，亦是1957年諾貝爾和平獎得主。皮爾遜擔任總理期間推行多項重要改革，如引進全民保健、學生貸款計劃和加拿大退休金計劃，創設加拿大勳章，以及成立皇家雙語及雙文化委員會，並倡議把國旗從加拿大紅船旗改為以楓葉為主的設計。

## 生平

### 早年生活
皮爾遜於1897年在安大略省紐頓布魯克鎮（現多倫多市一部分）出生。1913年，他從咸美頓市的咸美頓中學畢業，同年在多倫多大學的維多利亞學院展開大學生活。

### 參與一戰

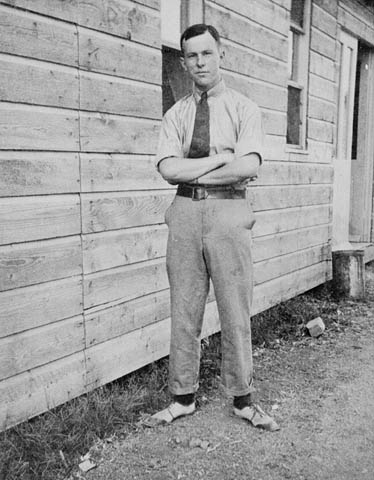
一戰期間在加拿大軍隊救傷隊服役的皮爾遜

第一次世界大戰於1914年爆發後，皮爾遜加入多倫多大學救傷隊成為一位護理員。1915年，他加入加拿大軍隊救傷隊，職責為擔架手，軍階為二等兵，後來升至中尉，任内曾派駐埃及和希臘。1917年，皮爾遜轉至英國陸軍飛行隊（當時加拿大還沒有自己的空軍），擔任空軍中尉。然而，他於飛行訓練期間發生意外並受傷，再於1918年在倫敦街頭被巴士撞傷，因此被送回家養傷。他在空軍的飛行教練有感「萊斯特」一名與飛行員的形象不符，因此為他另改「邁克」一名。自此，皮爾遜在公開場合和官方文件中保持使用「萊斯特」一名，但親友卻一律稱呼他為「邁克」。

### 兩戰之間
一戰結束後，皮爾遜重返校園，並於1919年從多倫多大學取得文學學士學位。他其後從馬西基金獲取獎學金，並往牛津大學的聖約翰學院就讀，於1923年取得二等榮譽學士學位，再於1925年取得文學碩士學位。學成後他返回加拿大，在多倫多大學任教歷史，並為多大的加式足球隊和男子冰球隊擔任教練。1925年，他與多大學生瑪利安·穆迪結婚，兩人育有女兒派翠西亞和兒子傑弗里。

### 外交官
皮爾遜於1927年參與加拿大外交部招聘考試，並以優異成績獲取錄。他於1930年代末派駐倫敦，並成為加拿大駐英國高級專員公署的副高級專員，第二次世界大戰爆發後負責協調軍事補給和難民安置等事宜。他於1941年至1942年間在渥太華短暫出任外交部助理副部長，再於1942年6月調往加拿大駐美國大使館。他於1945年正式出任加拿大駐美大使，到1946年9月為止，在建立聯合國和北約組織的歷程中擔當重要角色。他更差點成為聯合國首任秘書長，但因蘇聯否決而未能成事。
隨著二戰告終，時任加拿大總理威廉·萊昂·麥肯齊·金曾嘗試羅致皮爾遜加入他的團隊。然而，皮爾遜卻不認同麥肯齊·金的處事作風，因此謝絕麥肯齊·金的邀請。皮爾遜待麥肯齊·金宣佈退休後才加入政壇。

### 踏入政壇
1948年，路易斯·聖勞倫特接替麥肯齊·金出任加拿大自由黨黨魁和加拿大總理，並任命皮爾遜為對外事務部（即外交部前身）部長。當時皮爾遜不是國會議員；聖勞倫特遂委任代表安大略省阿爾戈馬東選區的國會下議員湯瑪士·法誇爾為加拿大國會上議院議員，以騰空該議席讓皮爾遜參與補選。皮爾遜在補選順利勝出，躋身國會下議院。

### 蘇伊士危機
埃及於1956年7月26日宣佈國有化蘇伊士運河，為蘇伊士危機寫下序幕。英國、法國和以色列再於同年10月尾與埃及爆發武裝衝突。隨著形勢急轉直下，皮爾遜決定向聯合國提議籌組維持和平部隊，於11月初與其團隊商討建議，並拉攏各方的支持。聯合國大會於11月7日通過1001號決議案，組織並派遣一支緊急部隊往埃及執行維持和平任務。英法部隊於1956年末撤離埃及，而以色列部隊則於1957年春季撤退。他於1957年末獲頒諾貝爾和平獎，以表揚他在這次危機中的貢獻。

### 自由黨黨魁
自由黨於1957年聯邦大選中失利，以7席之差敗給保守黨，從執政黨變成在野黨。皮爾遜雖然保住自己的議席，但也失去其内閣部長地位。聖勞倫特於1958年告別政壇，而皮爾遜則於同年舉行的黨團大會中當選自由黨新任黨魁。
另一方面，以少數政府姿態執政的保守黨於1958年初解散國會，觸發九個月内第二場聯邦大選。皮爾遜首度以黨魁身份帶領自由黨進行競選活動，卻遭遇重大挫敗，令保守黨得以多數黨姿態重返國會。自由黨於1962年聯邦大選的表現有所改善，令保守黨再度以少數政府姿態執政。
然而，保守黨政府在這屆國會就應否容許美國在加拿大放置CIM-10飛彈而面臨内訌。國防部長哈克尼斯與總理約翰·迪芬貝克出現意見分歧而於1963年請辭，保守黨政府其後倒台，觸發1963年聯邦大選。

### 總理
皮爾遜在競選期間除了表明支持CIM-10飛彈計劃外，也承諾自由黨若當選的話，會在任期頭60日啓動一連串改革，包括引入全民保健和全國退休金系統。自由黨在這次選舉壓倒保守黨，以少數政府姿態重新執政，皮爾遜亦成為加拿大總理。雖然自由黨政府處於少數狀態，但獲新民主黨支持，皮爾遜因此得以推行上述改革。
迄今加拿大聯邦政府以英語為主要辦公語言，鮮有以法語提供服務，而法語系國民的不滿情緒亦於1960年代陸續浮現出來。有見及此，皮爾遜於1963年成立皇家雙語及雙文化委員會，以研究如何融合英語系和法語系社區。委員會最終建議將英法兩語並列為全國官方語言，為加拿大於1969年正式實行雙語制鋪路。
皮爾遜在處理蘇伊士危機時，埃及政府一度以加拿大當時的國旗帶有英國國旗為由，否定加拿大在該次衝突中的中立地位；他自此認為加拿大國旗應採用更獨特的設計。皮爾遜政府遂於1964年5月在國會提出動議更換國旗設計。一個由15名國會議員組成的跨黨派委員會於同年9月成立以研究新國旗設計，並於10月22日接納現有的紅白直條配紅楓葉設計。國會下議院於同年12月15日以大比數通過此設計，而新國旗於1965年2月15日正式啓用。

### 退休及晚年生活

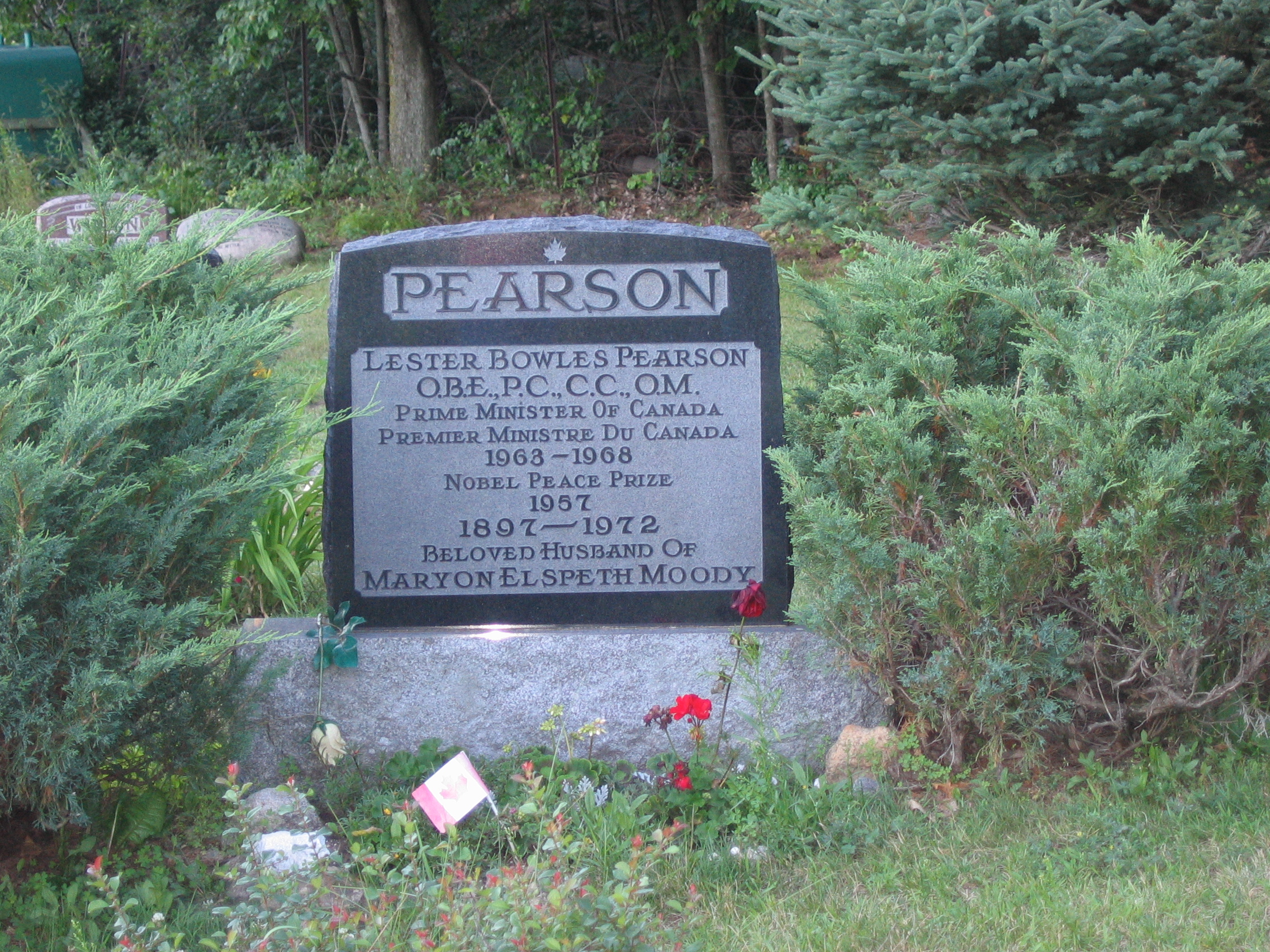
皮爾遜的墓碑

皮爾遜於1967年12月14日宣佈離開政壇。自由黨於1968年舉行黨魁選舉，由皮爾遜帶入内閣的當選新任黨魁，並成為總理。此外，由皮爾遜提攜的另外兩名内閣廳長－約翰·內皮爾·特納和－在往後年間也曾先後出任總理。
皮爾遜其後重返學術界，在渥太華的卡爾頓大學就加拿大外交事務作演講。他於1972年去世，遺體葬於魁北克省加蒂諾以北維克菲爾德的麥克拉倫墓園。

### 引用書籍
- Thorner, Thomas. . Broadview Press. 2003. ISBN 1-55111-548-4.

## 外部連結
- Biography at the Dictionary of Canadian Biography Online （页面存档备份，存于）
- "Greatest Canadian" write-up of Lester Pearson （页面存档备份，存于）
- National Archives biography
- Nobel prize website （页面存档备份，存于）
- Canadian Peace Hall of Fame （页面存档备份，存于）
- http://archives.cbc.ca/IDD-1-74-1265/people/lester_b_pearson/ （页面存档备份，存于）
- University of Toronto Athletic Hall of Fame, Inducted 1987
- Lester Bowles Pearson from The Canadian Encyclopedia
- An in-depth exploration of Pearson’s diplomacy during the Suez Crisis of 1956 （页面存档备份，存于）

| 前任： 约翰·迪芬贝克 | 加拿大总理 1963年—1968年 | 繼任： 皮埃尔·特鲁多 |